# Çağıl Özge Özkul
Çağıl Özge Özkul (Ankara, 27 settembre 1988) è una modella turca, vincitrice del concorso Miss Turchia (Miss Universo Turchia) 2012 il 31 maggio 2011 presso il Lutfi Kirdar Convention and Exhibition Center Istanbul.
Ha rappresentato la Turchia in occasione della sessantunesima edizione del concorso di bellezza internazionale Miss Universo, tenutasi a dicembre 2012.
Al momento dell'incoronazione, Çağıl Özge Özkul era una studentessa di economia.